# Erich Gritzbach

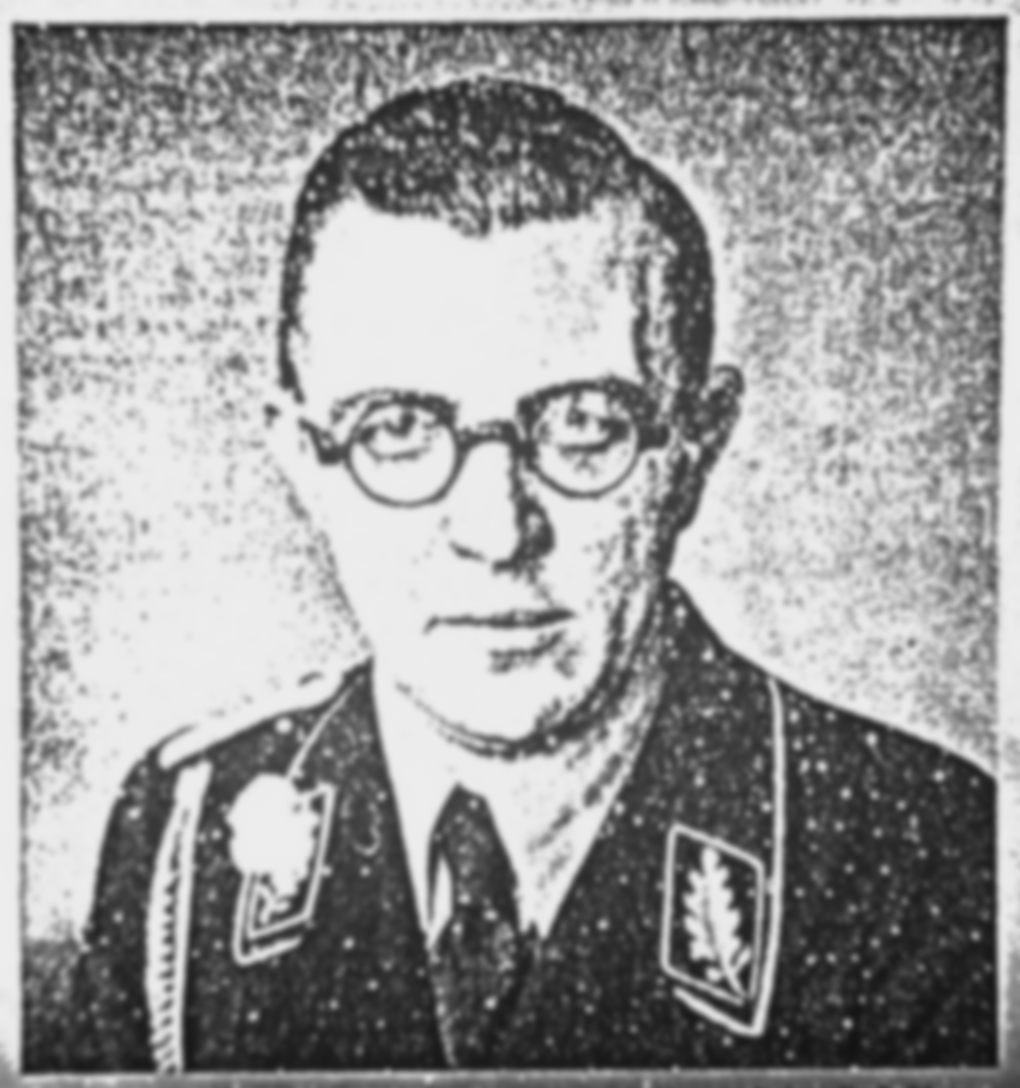
Erich Gritzbach als SS-Standartenführer

Erich Gritzbach (* 12. Juli 1896 in Forst (Lausitz); † 29. März 1968 in Erlangen) war ein deutscher Staatsbeamter und SS-Führer. Gritzbach wurde vor allem bekannt als persönlicher Referent des NS-Politikers Hermann Göring.

## Leben und Wirken
In seiner Jugend besuchte Gritzbach die Realschule in Forst in der Lausitz. Anlässlich des Ausbruchs des Ersten Weltkriegs trat Gritzbach am 1. August 1914 in die Preußische Armee ein, mit der er bis 1918 an der Westfront kämpfte. Während des Krieges wurde er zum Leutnant der Reserve befördert und mit dem Eisernen Kreuz beider Klassen, der Österreichischen Tapferkeitsmedaille in Bronze, dem Verwundetenabzeichen in Schwarz sowie später mit dem Ehrenkreuz des Weltkrieges 1914/1918 mit Schwertern (1934) ausgezeichnet.
Am 19. April 1919 legte Gritzbach die Reifeprüfung am Königstädtischen Oberrealschule in Berlin ab. Anschließend meldete er sich als Freiwilliger zum Grenzschutz Ost, mit dem er bis Mai 1920 als Kompanieführer einer Maschinengewehrkompanie im Reichswehrschützenregiment 9 und später dem Reichswehrschützenregiment 93 an den Grenzschutzkämpfen in Schlesien teilnahm.
Von 1920 bis 1922 betätigte Gritzbach sich praktisch als Direktionsassistent im Verein Deutscher Werkzeugmaschinenfabriken. Parallel zu dieser Tätigkeit studierte er an der Universität Berlin bzw. der Universität Tübingen Rechts- und Staatswissenschaften. Während seines Studiums wurde er 1921 Mitglied der Berliner Burschenschaft Gothia, aus der er um 1926 austrat, sowie 1922/23 der Burschenschaft Palatia Tübingen, der heutigen Alten Turnerschaft Palatia Tübingen. 1924 legte er seine Dissertation zum Dr sc. pol. an der Universität Tübingen vor (mit Promotionsdatum vom 16. Februar 1924). Politisch betätigte Gritzbach sich in den frühen 1920er Jahren in der Deutschnationalen Volkspartei (DNVP), die er um 1924 wieder verließ.
Am 17. April 1924 trat Gritzbach in die Reichszentrale für Heimatdienst ein. Dort wurde er am 1. Januar 1931 zum Regierungsrat ernannt. Am 20. Juli 1932 wurde Gritzbach ins Preußische Staatsministerium berufen. Dort wurde er dem am selben Tag anlässlich des Preußenschlages von der Reichsregierung zum Stellvertreter des Reichskommissars für das Land Preußen ernannten bisherigen Essener Oberbürgermeister Franz Bracht, der fortan faktisch die Geschäfte des abgesetzten Preußischen Ministerpräsidenten führte (in Stellvertretung für den Reichskanzler Franz von Papen, der nominell als Reichskommissar für Preußen eingesetzt wurde), als persönlicher Referent zugeteilt. In dieser Stellung wurde Gritzbach, der nunmehr als politischer Beamter und Hilfsarbeiter (im damaligen Sprachgebrauch: eine Fachkraft im höheren Staatsdienst) fungierte, auf Beschluss des Reichskabinetts zum 1. Oktober 1932 zum Ministerialrat befördert.

### Zeit des Nationalsozialismus
Im Februar 1933, unmittelbar nach dem Antritt der Regierung Hitler, wurde Gritzbach zum Leiter des persönlichen Büros des neuen Reichskommissars für Preußen (de facto preußischer Ministerpräsident) Franz von Papen ernannt. Diese Stellung behielt er auch bei, als Papen seinen Posten wenige Wochen später – im April 1933 – an Hermann Göring abgeben musste, der fortan als preußischer Ministerpräsident amtierte. Mit offiziellem Ernennungsdatum vom 24. März 1934 wurde Gritzbach zum persönlichen Referenten Görings als Ministerpräsident sowie – als Nachfolger von Martin Sommerfeldt – zum Pressechef des Preußischen Staatsministeriums ernannt.
In den Jahren 1933 bis 1945 fungierte Gritzbach, der zum 1. Mai 1933 in die NSDAP eintrat (Mitgliedsnummer 3.473.289), praktisch als die „rechte Hand“ Görings, dessen besonderes Vertrauen er genoss: Als Chef des Ministerbüros im Preußischen Staatsministerium (1933 bis 1938) und „Chef des Stabsamtes des Preußischen Ministerpräsidenten“ beziehungsweise des „Stabsamtes des Reichsmarschalls des Deutschen Reiches“ (1936 bis 1945), oblag Gritzbach die organisatorische und sekretärische Wahrnehmung der Amtsgeschäfte Görings als preußischer Ministerpräsident. Ergänzend dazu fungierte er in den Jahren 1933 bis 1936 als Hauptkommissar für die Olympischen Spiele: In dieser Eigenschaft war er für die organisatorische Vorbereitung der Olympischen Spiele von 1936 in Berlin verantwortlich.
Auf Veranlassung Görings gehörte Gritzbach, der 1936 zum Ministerialdirigenten befördert wurde, seit 1933 der NSDAP sowie der Schutzstaffel (SS) an, SS-Nr. 80.174. Zunächst gehörte er als Rangführer zur SS-Standarte 6 in Berlin, erreichte am 20. April 1938 den Rang eines SS-Oberführers. Ab 1938 war er im Stab des Reichsführers SS Heinrich Himmler und außerdem Mitglied des Preußischen Staatsrates.
Um 1937 verfasste Gritzbach im Auftrag Görings eine Biographie (Hermann Göring. Werk und Mensch) über diesen. Dieses Werk, das 1938 veröffentlicht wurde, ist über weite Strecken hagiographischer Natur. Insgesamt erschien Gritzbachs Buch in mehr als zwanzig Auflagen und setzte mehrere hunderttausend Exemplare ab, wobei Göring den Großteil der Tantieme für sich selbst beanspruchte.
Seit 1939 sind Anzeichen für eine kritische Haltung Gritzbachs feststellbar. So versuchte er, über Göring Hitler dazu zu veranlassen, in der Außenpolitik einen weniger riskanten Kurs zu steuern. Zudem intensivierte er seit 1939 seine Kontakte zu konservativen Regimekritikern wie Erwin Planck. Hintergrund dieses vorsichtigen Taktierens von Gritzbach war vor allem eine skeptische Einschätzung der Fähigkeit des Deutschen Reiches, einen erneuten Krieg gegen die anderen europäischen Großmächte – der sich zu dieser Zeit abzuzeichnen begann – erfolgreich bestehen zu können, und das Bestreben sich für ein konservatives Nach-Hitler-Regime in Position zu bringen bzw. abzusichern. So wurde Gritzbach von der Planck-Biographin Pufendorf „zu den eher vernünftigen Leuten“ in der damaligen Staatsführung gezählt.
Zudem erklärte Gritzbach, laut den Tagebüchern des Diplomaten Ulrich von Hassell, bereits im November 1939 gegenüber dem preußischen Finanzminister Johannes Popitz, dass er Hitler für „einfach geisteskrank“ halte und dass dieser „ausgeschaltet“ werden müsse. Laut den Goebbels-Tagebüchern fällte der Diktator selbst seinerseits ebenfalls „schärfste Urteile“ über Gritzbach.

### Nachkriegszeit
Nach dem Ende des Zweiten Weltkrieges wurde Gritzbach kurzzeitig von den Amerikanern interniert. Um 1947 erhielt er eine Anstellung als Büroleiter in dem von Hugo Scholz geleiteten Pressesekretariat der North German Iron and Steel Control in Düsseldorf. Scholz und Gritzbach kannten sich bereits aus dem Jahr 1932: Damals hatte Scholz als Leiter eines von der Firma Otto Wolff und dem Flick-Konzern gemeinsam geleiteten Pressebüros eng mit dem Reichskommissar im Preußischen Innenministerium Bracht, dem Gritzbach als Referent zugeteilt war, zusammengearbeitet. Eine Zeitungsnotiz aus den 1950er Jahren behauptete, dass Gritzbach bei der Internationalen Montanunion beschäftigt gewesen sei.
Später lebte Gritzbach, der als ehemaliger leitender Beamter eine Pension von zunächst 1293,36 DM pro Monat bezog, einige Jahre in Martinsweiler im Schwarzwald.

## Beförderung
Beförderungen im Staatsdienst:
- 1. Januar 1931: Regierungsrat
- 1. Oktober 1932: Ministerialrat
- 1936: Ministerialdirigent

Beförderungen in der SS:
- 25. September 1933: SS-Sturmführer (nachmals in Untersturmführer umbenannt)
- 4. Juli 1934: SS-Obersturmführer
- 1. Januar 1935: SS-Hauptsturmführer
- 20. April 1936: SS-Sturmbannführer
- 9. November 1936: SS-Obersturmbannführer
- 9. November 1937: SS-Standartenführer
- 20. April 1938: SS-Oberführer

## Archivalische Überlieferung
Eine Spruchkammerakte zu Gritzbach wird im Landesarchiv Berlin verwahrt (B. Rep. 031-02-01/12.572). Im Bundesarchiv befinden sich eine weitere Spruchkammerakte (Z42 Nr. 4926) sowie diverse Personalakten im Bestand des ehemaligen Berlin Document Center (SS-Personalakte, RS-Akte, RK-Akte).

## Schriften
- Die Preisbildung im deutschen Werkzeugmaschinenbau, s. l. 1924. (Dissertation)
- Hermann Göring. Werk und Mensch, Eher, München 1938.
- Hermann Göring. Reden und Aufsätze. Eher, München 1938.